# Go de Balhae
Dae Joyeong (en hangul, 대조영; en hanja, 大祚榮; /tae.dʑo.jʌŋ/ o /tae/ /tɕo.jʌŋ/; fallecido en 719), también conocido como rey Go (en hangul, 고왕; en hanja, 高王; /ko.waŋ/), fue el fundador del reino de Balhae, el cual gobernó desde 699 hasta 719.

## Biografía

### Primeros años y juventud
Dae Joyeong fue el primer hijo del general Dae Jung-sang, quien también era conocido como Sari Geolgeol Jungsang (사리걸걸중상, 舍利乞乞仲象) o Dae Geolgeol Jungsang (대걸걸중상, 大乞乞仲象).
Después de la caída de Goguryeo ante los ejércitos de Silla y la China Tang, Dae Jung-sang permaneció en una parte de Goguryeo que no había sido atacada durante la tercera guerra entre Goguryeo y sus enemigos. Posteriormente, Geolgeol Jung-sang se opuso a los Tang y a la dinastía Wu Zhou (690-705). En la confusión durante el levantamiento kitán liderado por Li Jinzhong contra Wu Zhou en mayo de 696, Dae Jung-sang llevó al menos a 8000 pobladores remanentes de Goguryeo, el pueblo mohe,: 134  a la montaña Dongmo, y el líder mohe Geolsa Biu firmó con él una alianza, buscando la independencia.

### Rey de Zhen y Balhae
Sin embargo, pronto tropas de Wu Zhou mataron a Geolsa Biu, y Dae Jung-sang también murió. Dae Geolgeol Jo-yeong integró a los ejércitos del pueblo de Goguryeo y algunas tribus malgal, y resistió el ataque de Wu Zhou. Su victoria sobre Wu Zhou en la batalla de Tianmenling le permitió expandir el reino de su padre y se proclamó rey de Zhen en 698. Estableció su capital en la montaña Dongmo en el sur de la actual provincia de Jilin, y construyó la fortaleza de la montaña Dongmo, que se convertiría en la capital del reino de Zhen.
Intentó expandir su influencia en la política exterior involucrando a los Tang/Wu Zhou, los köktürk, los kitanos, Silla, y algunas tribus independientes mohe. Al principio mandó un enviado a los köktürk, aliándose contra Tang/Wu Zhou. Luego se reconcilió con los Tang cuando el emperador Zhongzong fue restaurado al trono.
En 712, cambió el nombre de su reino a Balhae. En 713, el emperador Xuanzong le dio el título de «Príncipe de la Comandancia de Balhae» (渤海郡王). Después de un período de descanso dentro del reino, el rey Go dejó en claro que Silla no debía ser tratado pacíficamente porque se habían aliado con Tang para destruir al reino de Goguryeo, el predecesor de Balhae. Esta postura agresiva hacia Silla fue continuada por su hijo y sucesor, el rey Mu de Balhae.
Dae Jo-yeong murió en 719, y su hijo Dae Mu-ye asumió el trono.: 158  A Dae Jo-yeong se le dio el nombre póstumo de «Rey Go».

## Controversia sobre sus orígenes
Se disputa la etnia de Dae Jo-yeong. Los historiadores chinos tradicionales creían que pertenecía a un grupo étnico minoritario de Goguryeo. El Libro de Tang dice que él era de «origen Goryeo [Goguryeo]» (高麗別種, 고려별종), mientras que el Nuevo Libro de Tang dice que él es «de la región de Sumo Mohe (Malgal) del antiguo reino de Goguryeo» (本粟末靺鞨附高麗者).
Era el hijo de Dae Jung-sang, un líder de los remanentes de Goguryeo, y algunos pensaban que era el fundador de un Balhae revivido de las cenizas de Goguryeo. Bajo el control de Tang, muchos refugiados de Goguryeo fueron trasladados a Yingzhou (actual Chaoyang). Balhae pronto ganó el control de la mayor parte del antiguo territorio de Goguryeo, logrando permanecer muchos años como reino en la zona.

## Familia
Dae Jo-yeong tenía al menos dos esposas. Sus únicos hijos conocidos a través de su primera esposa fueron Dae Mu-ye y Dae Mun-ye. Los hijos a través de su otra esposa o esposas fueron Dae Chwi-jin, Dae Ho-bang y Dae Nang-a. El único hecho concreto con respecto a los hijos de Dae Jo-yeong era que Dae Mu-ye era el primogénito y el mayor de ellos. También tenía un hermano menor, Dae Ya-Bal.

## Legado
Después de la caída de Balhae, el último príncipe llevó a la aristocracia balhae al estado coreano de Goryeo. Los descendientes de Dae Jo-yeong incluyen a los coreanos de hoy en día que llevan el apellido Tae (태) o Dae (대).
En Corea del Sur, fue lanzada la serie de televisión dramática Dae Jo-yeong, por parte de la cadena KBS1 en 2006 en su honor, siendo representado por el actor Choi Soo-jong. Según una encuesta de 2007, aproximadamente el 30 % de los espectadores coreanos disfrutaron de este programa.
Dae Jo-yeong construyó un vasto ejército y una poderosa armada tal como lo habían hecho los Taewangs de Goguryeo. El tercer destructor de clase Chungmugong Yi Sun-sin encargado por la Armada de la República de Corea fue nombrado Dae Jo-yeong. Los destructores de la clase KDX-II llevan el nombre de figuras importantes de la historia de Corea, como el almirante Yi Sun-sin.
El rito ancestral Chunbun se lleva a cabo anualmente en el pueblo de Balhae, Gyeongsang del Norte, para conmemorar los logros de Dae Jo-yeong. El alcalde de la ciudad de Gyeongsan participa en el evento, que está abierto al público.